# Humerana
Humerana es un género de anfibios anuros de la familia Ranidae. Fue descrito por primera vez por Alain Dubois (del Museo Nacional de Historia Natural de Francia), en 1992, a partir de un ejemplar de Rana humeralis Boulenger, 1887. Como hiciera en el caso del género Sanguirana, su nombre hace referencia al epíteto específico de la especie tipo.

## Distribución y población
Este género asiático se encuentra distribuido por el oriente de Nepal y Bangladés, en zonas de baja altitud, en el noreste de India, sureste de Bután, norte y sur de Birmania y sur de la península de Malaca.
A pesar de que ninguna de las tres especies se encuentra amenazada, todas sus poblaciones se encuentran en declive o el conocimiento que de ellas se tiene es precario.

## Sistemática y taxonomía
Dubois lo describió como subgénero de Hylarana y Masafumi Matsui (de la Universidad de Kioto (Japón)) y colaboradores lo encontraron filogenéticamente incluido en ese género. Sin embargo, el equipo de Darrel R. Frost (del Museo Americano de Historia Natural) lo presenta como un género independiente. Jing Che (de la Universidad de Sichuan y de la Academia China de las Ciencias) y colaboradores, en su trabajo publicado en 2007, ni siquiera citan este taxón.

### Especies
Se reconocen las tres especies siguientes según ASW:
- Humerana humeralis (Boulenger, 1887)
- Humerana miopus (Boulenger, 1918)
- Humerana oatesii (Boulenger, 1892)